# تورنتوی قدیم
تورنتوی قدیم (انگلیسی: Old Toronto) یک منطقه اداری یا دولت محلی و پس‌نام منطقه ای در محدوده اصلی شهر تورنتو، انتاریو، کانادا، از ۱۸۳۴ تا ۱۹۹۸ است. برای اولین بار به عنوان یک منطقه ثبت شد. این شهر در سال ۱۸۳۴، پس از اینکه به عنوان شهر یورک (کانادای علیا) شناخته شد، بخشی از شهرستان یورک شد. تورنتو به‌طور دوره‌ای با الحاق زمین‌های مجاور به وسعت می‌رسید.